# Amphipithecidae
Die Amphipithecidae sind eine ausgestorbene Familie aus der Ordnung der Primaten, die im späten mittleren Eozän und im frühen Oligozän – vor rund 40 bis 30 Millionen Jahren –  im Gebiet des heutigen Asiens vorkam. Fossilien, die den Amphipithecidae zugeschrieben werden, wurden in Myanmar, Pakistan und Thailand geborgen.
Anhand erhalten gebliebener Zähne, von Unterkiefer-Fragmenten und Schädelknochen aus dem Bereich der Augenhöhlen sowie anhand einiger Knochen aus dem Bereich des Postcraniums (Oberarmknochen, Fersenbein, Sprungbein) konnten im Jahr 2004 Anhaltspunkte für eine Rekonstruktion des Verhaltens gewonnen werden. Demnach haben sich die Individuen der Gattungen Pondaungia / Amphipithecus, Myanmarpithecus und Siamopithecus vermutlich vorzugsweise vierfüßig auf den Ästen von Bäumen fortbewegt, ohne jedoch dabei große Sprünge zu machen. Pondaungia, Amphipithecus und Siamopithecus gehören zu den größten im Eozän belegten Primaten, sie wogen – geschätzt anhand der Größe der Molaren – fünf bis acht Kilogramm; Myanmarpithecus wog hingegen nur ein bis zwei Kilogramm. Aus der Gestalt der Zahnkronen, der Zahnschmelz-Dicke und der Muskelansätze am Unterkiefer wurde zudem abgeleitet, dass die großen Arten sich vorwiegend von Samen ernährten, die kleinere Art hingegen von weicheren Früchten.
Die stammesgeschichtliche Einordnung der Familie ist ungeklärt und umstritten. Teils werden sie den Adapiformes zugeordnet, einer ausgestorbenen Primatengruppe der Feuchtnasenprimaten, teils den frühen Trockennasenprimaten; 2004 wurde sie „protoanthropoid“ bezeichnet. Die Eosimiidae gelten als Schwestergruppe der Amphipithecidae.
Die Bezeichnung „Amphipithecidae“ geht zurück auf einen Vorschlag des französischen Primatenforschers Marc Godinot aus dem Jahr 1994.

## Arten
- Bugtipithecus inexpectans
- Ganlea megacanina
- Krabia minuta
- Myanmarpithecus yarshensis
- Pondaungia cotteri[7] / Amphipithecus mogaungensis
- Siamopithecus eocaenus

## Belege
1. ↑  K. Christopher Beard, Laurent Marivaux, Yaowalak Chaimanee, Jean-Jacques Jaeger, Bernard Marandat, Paul Tafforeau, Aung Naing Soe, Soe Thura Tun, Aung Aung Kyaw: A new primate from the Eocene Pondaung Formation of Myanmar and the monophyly of Burmese amphipithecids. In: Proceedings of the Royal Society B (= Biological Sciences.) Juli 2009, doi:10.1098/rspb.2009.0836.
2. ↑  Richard F. Kay et al.: The paleobiology of Amphipithecidae, South Asian late Eocene primates. In: Journal of Human Evolution. Band 46, Nr. 1, 2004, S. 3–25, doi:10.1016/j.jhevol.2003.09.009, Volltext (PDF).
3. ↑  Richard F. Kay, Callum Ross und Blythe A. Williams: Anthropoid Origins. In: Science. Band 275, Nr. 5301, 1997, S. 797–804, doi:10.1126/science.275.5301.797.
4. ↑  Masanaru Takai und Nobuo Shigehara: The Pondaung Primates, Enigmatic „Possible Anthropoids“ from the Latest Middle Eocene, Central Myanmar. Kapitel 12 in: Callum F. Ross und Richard F. Kay: Anthropoid Origins. New Visions. Springer New York, NY 2004, S. 315, ISBN 978-1-4613-4700-2.
5. ↑  Jean-Jacques Jaeger et al.: A New Primate from the Middle Eocene of Myanmar and the Asian Early Origin of Anthropoids. In: Science. Band 286, Nr. 5439, 1999, S. 528–530, doi:10.1126/science.286.5439.528.
Eintrag „Eosimiidae“ auf fossilworks.org, abgerufen am 17. Dezember 2022.
6. ↑  Eintrag „Amphipithecidae“ auf paleobiodb.org.
7. ↑  Erstbeschreibung von Pondaungia cotteri siehe: Guy Ellcock Pilgrim: A Sivapithecus Palate and Other Primate Fossils from India. In: Memoirs of the Geological Survey of India: Paleontologia Indica. New Series. Band 14, Government of India, Central Publication Branch, Calcutta 1927, S. 1–26.